# 吳玓蓉
吳玓蓉（1993年2月23日—），台灣女子羽毛球選手。她是2017年夏季世界大學運動會羽球比賽混合團體冠軍成員，同时搭档許雅晴赢得女雙金牌。

## 簡歷

### 2011年-2013年 国际赛首冠
2011年10月，吳玓蓉与黃博翊出战保加利亞羽毛球國際賽，在混双準决赛以0比2（19-21、10-21）不敌乌克兰的瓦列里·阿特拉什琴科夫/安娜·科布切娃。同年11月，她与林彥睿出战馬來西亞羽毛球國際挑戰賽，在混双準决赛以0比2（15-21、16-21）不敌印尼的Andhika Anhar/凯希亚·纽维塔·哈纳迪亚。
2012年8月，台灣羽球的「黃金女雙」程文欣/簡毓瑾在倫敦奧運結束後拆夥，吳玓蓉遂開始與較她年長11歲的簡毓瑾搭配。同期8月，她与簡毓瑾首次合作出戰越南羽毛球大獎賽，在女双準决赛以0比2（18-21、18-21）不敌赛会6号种子、印尼的皮娅·泽巴迪娅·贝尔纳德特/里基·艾美莉雅·普拉蒂普塔。
2013年4月，吳玓蓉与陳宏麟出战紐西蘭羽毛球大獎賽，在混双準决赛以0比2（12-21、16-21）不敌赛会5号种子、印尼强档的普拉文·乔丹/維塔·瑪麗莎。同年8月，她參加中國廣州舉行的世界羽毛球錦標賽，與簡毓瑾出戰女子雙打項目，在首圈就以0比2（19-21、19-21）負於日本的江藤理惠/脇田侑出局。同年9月，她分别与李佳馨以及王齊麟出战波蘭羽毛球國際賽，在女双决赛以2比0（21-10、21-16）击败了队友的江美慧/許雅晴，夺得其首个国际赛的女双冠军；而混双準决赛激战三局以1比2（15-21、21-16、15-21）不敌队友的盧敬堯/白馭珀。同期9月，她与王齊麟出战捷克羽毛球國際賽，在混双决赛以2比0（21-19、21-13）击败了赛会头号种子、东道主的雅各布·比特曼/阿尔泽比塔·巴索娃，夺得其首个国际赛混双冠军。同年11月，她与王齊麟出战馬來西亞羽毛球國際挑戰賽，在混双决赛以0比2（15-21、16-21）不敌赛会3号种子、印尼强档的阿尔弗兰·埃科·普拉塞特亚/申迪·普斯帕·伊拉瓦蒂，赢得亚军。

### 2014年 大奖赛首冠
2014年2月，吳玓蓉与陳宏麟出戰奧地利羽毛球國際挑戰賽，在混双準决赛以0比2（16-21、16-21）不敌赛会5号种子、马来西亚的陈炳顺/賴沛君。同年12月，她与謝沛蓁出戰美國羽毛球大獎賽，在女双决赛以2比0（21-16、21-10）击败了赛会头号种子、美国的李意恒/寶拉·琳·奧巴娜娜，夺得其首个国际大獎賽的女双冠军。

### 2015年-2017年 世大運双冠
2015年3月，吳玓蓉与林家佑出战波蘭羽毛球公開賽，在混双準决赛以0比2（17-21、21-23）不敌印度的艾谢·迪瓦卡/普拉迪亚·加德雷。同年7月，她代表中華台北（國立臺灣師範大學）出戰韓國光州市舉行的世界大學生運動會羽毛球比賽。
2016年9月，吳玓蓉代表中華台北出戰俄羅斯拉緬斯科耶世界大學生羽毛球錦標賽，帮助球队赢得了团体赛的冠军。同年10月，她与林家佑出战中華台北羽球大師賽，在混双準決賽以0比3（5-11、5-11、5-11）不敌日本强档的垰畑亮太/米元小春。
2017年1月，吳玓蓉与許雅晴出戰馬來西亞羽毛球大師賽，在女双準决赛以1比2（24-22、19-21、11-21）不敌赛会头号种子、泰国的宗功攀·吉迪特拉恭/拉温达·巴宗哉。随后8月，她以臺北市立大學學生身分代表中華台北出戰2017年夏季世界大學運動會羽球比賽，赢得了团体赛和女子双打冠军。

## 主要比賽成績
| 年份   | 賽事                     | 公開賽級別 | 項目     | 搭檔   | 成績   |
| ------ | ------------------------ | ---------- | -------- | ------ | ------ |
| 2011年 | 保加利亞羽毛球國際賽     | 國際挑戰賽 | 混合雙打 | 黃博翊 | 準決賽 |
| 2011年 | 馬來西亞羽毛球國際挑戰賽 | 國際挑戰賽 | 混合雙打 | 林彥睿 | 準決賽 |
| 2012年 | 越南羽毛球大獎賽         | 大獎賽     | 女子雙打 | 簡毓瑾 | 準決賽 |
| 2013年 | 紐西蘭羽毛球大獎賽       | 大獎賽     | 混合雙打 | 陳宏麟 | 準決賽 |
| 2013年 | 波蘭羽毛球國際賽         | 國際系列賽 | 女子雙打 | 李佳馨 | 冠軍   |
| 2013年 | 波蘭羽毛球國際賽         | 國際系列賽 | 混合雙打 | 王齊麟 | 準決賽 |
| 2013年 | 捷克羽毛球國際賽         | 國際挑戰賽 | 混合雙打 | 王齊麟 | 冠軍   |
| 2013年 | 馬來西亞羽毛球國際挑戰賽 | 國際挑戰賽 | 混合雙打 | 王齊麟 | 亞軍   |
| 2014年 | 中國羽毛球國際挑戰賽     | 國際挑戰賽 | 混合雙打 | 王齊麟 | 準決賽 |
| 2014年 | 奧地利羽毛球國際挑戰賽   | 國際挑戰賽 | 混合雙打 | 陳宏麟 | 準決賽 |
| 2014年 | 美國羽毛球大獎賽         | 大獎賽     | 女子雙打 | 謝沛蓁 | 冠軍   |
| 2015年 | 波蘭羽毛球公開賽         | 國際挑戰賽 | 混合雙打 | 林家佑 | 準決賽 |
| 2016年 | 世界大學生羽毛球錦標賽   | 其他       | 混合團體 | －     | 冠軍   |
| 2016年 | 中華台北羽球大師賽       | 大獎賽     | 混合雙打 | 林家佑 | 準決賽 |
| 2017年 | 馬來西亞羽毛球大師賽     | 黃金大獎賽 | 女子雙打 | 許雅晴 | 準決賽 |
| 2017年 | 世界大學運動會羽毛球比賽 | 其他       | 混合團體 | －     | 金牌   |
| 2017年 | 世界大學運動會羽毛球比賽 | 其他       | 女子雙打 | 許雅晴 | 金牌   |
| 2018年 | 中華台北羽毛球公開賽     | 超級300賽  | 混合雙打 | 楊博軒 | 亞軍   |
| 2020年 | 奧地利羽毛球公開賽       | 國際挑戰賽 | 混合雙打 | 盧明哲 | 準決賽 |
| 2020年 | 斯洛伐克羽毛球公開賽     | 未來系列賽 | 女子雙打 | 謝沛珊 | 亞軍   |
| 2020年 | 斯洛伐克羽毛球公開賽     | 未來系列賽 | 混合雙打 | 盧明哲 | 冠軍   |
| 2022年 | 巴林羽毛球國際系列賽     | 國際系列賽 | 女子雙打 | 梁庭瑜 | 冠軍   |

| 2007-2017年 | 首要超級賽 | 超級賽 | 黃金大獎賽 | 大獎賽 | 國際挑戰賽 | 國際系列賽 | 未來系列賽 | 其他 |

| 2018-2026年 | 總決賽 | 超級1000賽 | 超級750賽 | 超級500賽 | 超級300賽 | 超級100賽 | 國際挑戰賽 | 國際系列賽 | 未來系列賽 | 其他 |

### 奧運會和世錦賽參賽紀錄
|          | 搭檔   | 2013 | 2014 | 2015 | 2016 | 2017 | 2018 |
| -------- | ------ | ---- | ---- | ---- | ---- | ---- | ---- |
| 女子雙打 | 簡毓瑾 | 48強 | －   | －   | －   | －   | －   |
| 女子雙打 | 謝沛蓁 | －   | －   | 32強 | －   | －   | －   |
| 女子雙打 | 許雅晴 | －   | －   | －   | －   | －   | 48強 |